# 陶建勳
陶建勋（1870年—195?年），浙江武义县桃溪镇陶村人。清末武进士，社会活动家。

## 生平
陶建勋生于同治九年（1870年），自幼习武，拜名拳师、武举人郑树标为师，擅用大刀。光绪二十年（1894年），陶建勋中式武举人，次年联捷武进士，授藍翎侍卫，清门行走。此时清廷传统绿营已式微，陶建勋进入江南陆师学堂学习，毕业后，因为时局动荡，辞职返乡。
民国元年（1912年），陶建勋任宣平县首任民事长，并任两届县议会议员。民国六年（1917年），他创办了宣平县亲仁区第一小学。民国十年（1921年），倡修广济桥，并书写桥碑。1950年代仍在世。

## 遗物
陶建勋生前所用大刀至今仍然保存在陶村老宅，此外还有练功石等。